# 青山延于

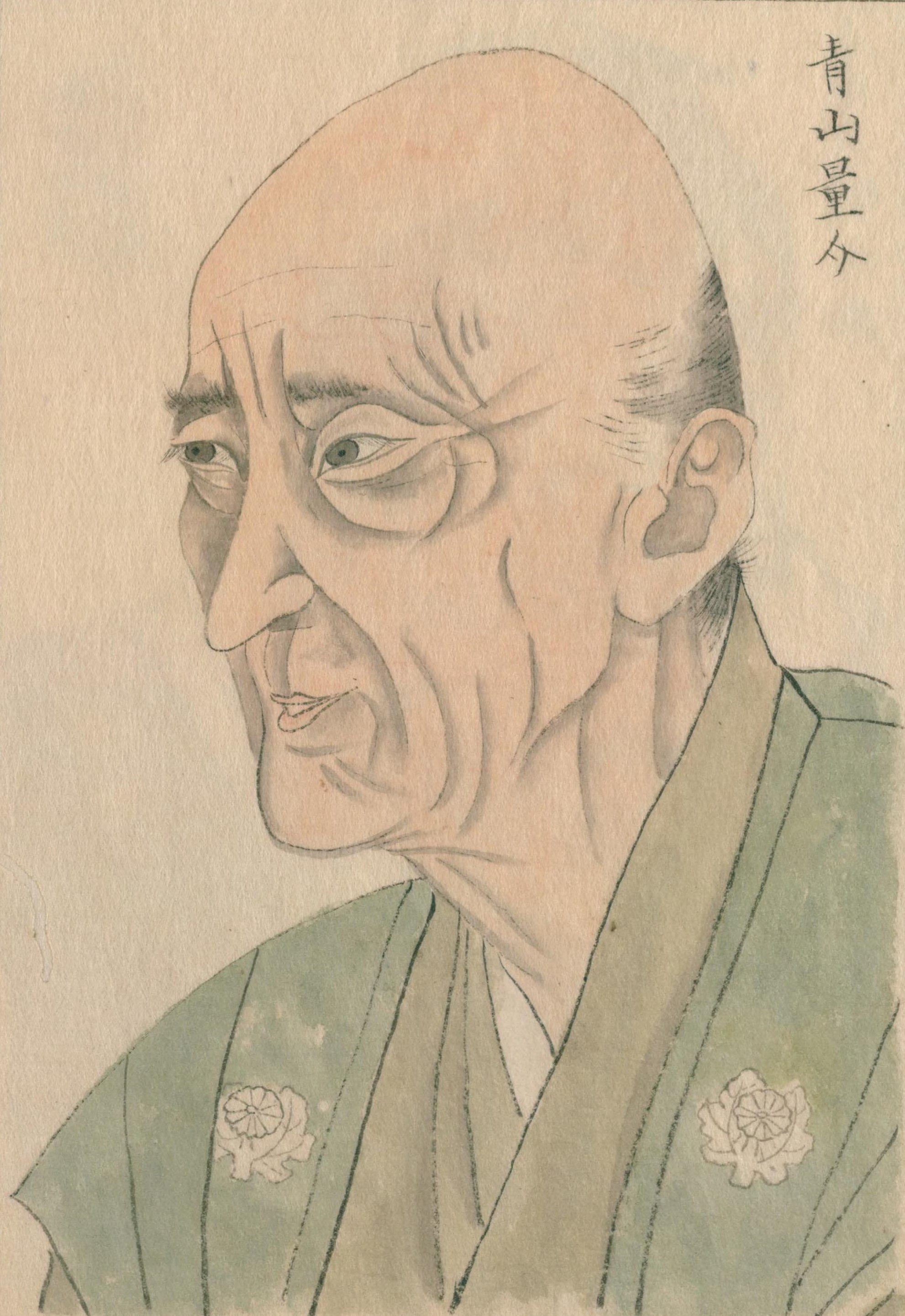
青山延于

青山 延于（あおやま のぶゆき、安永5年（1776年） - 天保14年9月6日（1843年9月29日））は、江戸時代の儒学者で水戸藩士。江戸彰考館総裁。弘道館初代教授頭取（総教）。『大日本史』の校訂・出版の作業を推進した。字は子世、通称は量介（量助）、号は拙斎、雲竜。

## 生涯
彰考館編修を務めた青山延彝（一之進・瑤渓）の第3子として生まれた。水戸の立原翠軒に学び、寛政6年（1794年）に彰考館雇となった。編修などを経て、文政6年（1823年）に小納戸役上座格となって江戸の彰考館総裁に任ぜられ、館員を督励して『大日本史』の校訂と出版の作業を推進した。文政9年（1826年）から水戸藩主・徳川斉脩の命により『東藩文献志』の編纂を主宰し、文政12年（1829年）までにその草稿をほぼまとめ上げた。
文政12年（1829年）、斉脩が亡くなると、その正室が将軍・徳川家斉の娘だったことから中山信守や大久保今助ら門閥派が家斉の二十男である恒之丞（徳川斉彊）を養子に迎えようとしたため、青山は戸田忠太夫、藤田東湖、安島帯刀、会沢正志斎、武田耕雲斎ら下士派と組んで斉脩の弟である徳川斉昭を擁立して抗争し、その結果、斉昭が藩主に就いた。
天保元年（1830年）に彰考館総裁を辞して水戸に戻ったが、まもなく書院番となり、天保3年（1832年）には通事となった。天保11年（1840年）には小姓頭に補せられたが、同年、開館に先立って藩校弘道館の初代教授頭取（総教）に任ぜられた。本務とは別に田見小路（現在の水戸市北見町）の自宅に塾を開いて子弟の教育にもあたった。学問では文章と史学に優れていた。

## 年譜
- 寛政6年（1794年）：彰考館雇となる。
- 享和2年（1802年）：彰考館編修となる。
- 文政6年（1823年）：江戸彰考館総裁となる[1]。
- 文政9年（1826年）：『東藩文献志』の編纂を主宰する。
- 天保元年（1830年）：書院番となる。
- 天保3年（1832年）：通事となる。
- 天保11年（1840年）：小姓頭、弘道館教授頭取（総教）に任ぜられる。
- 天保14年（1843年）：病没。
- 明治35年（1902年）：従四位を追贈された[2]。

## 人物
父の一之進は儒者のうえ小笠原流礼法の師範を兼ねていたため厳格な性格であり、裸になるのは礼法に反するとして延于が水泳を学ぶことを禁じた。このため延于は成人しても川を渡るたびに渡し船を利用しなければならず、絶えず船が転覆して溺れることを怖れていた。これに懲りた延于は自分の4人の男子には水泳を学ばせた。
延于はせっかちな上に議論好きの性格で思ったことはズケズケと口にすることが多く、若い頃は師の立原翠軒から「思いつきを他人にすぐ吹聴するのは止めた方がよい」と戒められたこともあり、幼なじみでもあった主君・徳川斉昭を辟易させることもしばしばであった。なかでも、江戸の史館（彰考館）が小石川の広大な藩邸の棟続きに立てられていたことから、火災によって貴重な文献が失われることを心配し、庭の一画に離れを新築し書庫と仕事部屋を移すことを強く主張して斉昭からの同意も取りつけた。財政難などを口実に建設を渋る藩吏に対し、延于は執拗に督促したため、ついに藩吏も根負けして離れを新築した。ほどなくして藩邸は火事にあい全焼したが、離れへの移転を完了していた文献史料は難を逃れた。

## 家族
もともと青山家は佐竹氏の旧臣であり、関ヶ原の戦い後の佐竹氏の秋田移封後は帰農し、青山清内の代になって学問をもって水戸藩に仕えることとなった。清内の養子として小泉家から迎えられたのが延于の父・一之進である。一之進は妻との間に子をなさなかったため、湊の海産物商二川屋から娘を迎え延于が生まれた。実母は儒者の家の窮屈な暮らしを嫌い、延于出生後ほどなくして実家に戻った。
- 長男・延光 - 水戸彰考館国史編修頭取、弘道館教授頭取・大学中博士。
- 次男・延昌 - 本草学者佐藤中陵の養子となり書画を能くした。
- 三男・延之 - 佐々木家の養子となった。
- 四男・延寿[3] - 弘道館教授頭取代理、彰考館権頭取。
- 曾孫・山川菊栄 - 延寿の孫で結婚前の一時期青山姓を名乗った。社会運動家・婦人運動家で山川均夫人。『覚書 幕末の水戸藩』を著す。

## 著書
- 『皇朝史略』
- 『続皇朝史略』
- 『明徴録』
- 『文苑遺談』
- 『詞林摘英』